# Gankhu
Gankhu (nep. गागलफेदी) – gaun wikas samiti w zachodniej części Nepalu w strefie Gandaki w dystrykcie Gorkha. Według nepalskiego spisu powszechnego z 2001 roku liczył on 699 gospodarstw domowych i 3227 mieszkańców (1662 kobiet i 1565 mężczyzn).